# 吉田ケンゴ
吉田 ケンゴ（よしだ けんご、1959年4月18日-）は、日本の音楽家、楽器作家、造形作家、ドーム建築研究家。埼玉県飯能市在住。「パチカ」の開発者・名付け親としても知られている。

## 楽器製作者としての主な活動
- カリンバや太鼓（ジャンベ）など、木・竹・ココナッツ・革など自然素材を用いた楽器の製作を行っている。
- エコプラスチックの開発支援のため、ヘンプ（麻）の繊維を含有するプラスチック原料に用いた「KENGOMAパチカ」の製作を行っている。

## 造形・建築関係の作品
- ジオデシック・ドームに独自のアレンジを加えたドーム型テント「KENGOMAドーム」の製作・レンタルを行っている。
- 2006年、和歌山県にて竹・土・漆喰を材料としたドーム型の家「土夢」を製作。
- 土壁や漆喰を用いた、左官アート作品の製作を行っている。

## 音楽活動
- スリーピース・ロック・バンド「YARZ」（有田武生、木戸靖、吉田）のドラマー。非戦・STOP ROKKASHOをテーマとしたバンド「jiのma」にて、ボーカル、ジャンベ、カリンバ演奏担当。
- Monday満ちる・いしだ壱成レコーディングに参加、吉田美和にパチカのレクチャーを行う。
- 2002年オリジナルソロCD「LoopDub」を発表。

## その他の活動
- 1993年-2005年にかけて巾着田の河原でおこなわれたアウトドア越冬キャンプギャザリング「ひょうこま（ひょうたんから高麗）」を主催。
- 子供・大人・高齢者を対象とするリズムワークショップやジャンベ、カリンバ、デェジュ リドゥー（オーストラリア先住民アボリジニの楽器）等の民族楽器作りワークショップを全国各地で行っている。
- ピースギャザリング Be-In Tokyoを主催。